# 皮蒂山
11°31′50″S 76°24′51″W / 11.53056°S 76.41417°W
皮蒂山（P'iti），是秘魯的山峰，位於該國中南部利馬大區，由瓦羅奇里省的萬薩區負責管轄，屬於安地斯山脈的一部分，海拔高度5,117米。